# 아데미르 마르케스 지 메네지스
아데미르 마르케스 지 메네지스(포르투갈어: Ademir Marques de Menezes, 1922년 11월 8일 ~ 1996년 5월 11일)는 브라질의 전직 축구 선수로 브라질 축구 역사상 최고의 공격수 중 하나로 손꼽히는 선수이다.

## 국제 경력
그는 자신의 조국 브라질에서 열린 1950년 FIFA 월드컵에서 자신의 촉진들로 가장 잘 알려졌다. 자이르와 지지뉴를 연루한 뛰어난 포워드 3중주에 활약한 그는 토너먼트의 최고 득점자로 골든 부트상을 수상하였다. 그는 마라카낭 경기장에서 첫 경쟁적 골의 득점자였다. 7개와 9개의 골을 인용한 어떤 근원과 함께 아데미르가 얼마나 많은 골을 득점하느냐에 기록들에서 불동의가 있다. 이 업적에 불구하고 그는 우루과이를 상대로 결승전에서 조국에 승리를 가져올 수 없었다.
아데미르는 또한 코파아메리카에서 성공을 즐기기도 하였다. 그는 4개의 대회(1945년, 1946년, 1949년, 1949년)에 나가 1949년 파라과이를 상대로 결승전에서 토너먼트를 우승한 홀로의 3점을 포함한 경연에서 18개의 출장에 13개의 골을 득점하였다. 총계에서 아데미르는 조국을 위하여 1945년과 1953년 사이에 39번이나 활약하여 32개의 골을 득점하였다.

## 클럽 경력
그는 CR 바스쿠 다 가마로 옮기기 전에 스포르트 헤시피와 함께 자신의 클럽 경력을 시작하였다. 그는 플루미넨시 FC에서 교대에 의하여 깨진 1942년부터 1945년까지와 1948년부터 1956년까지 2개의 교대 기간 동안 바스쿠 다 가마를 위하여 활약하였다. 총계에서 아데미르는 바스쿠 다 가마를 위하여 429번이나 출장하여 5개의 리우 주립 리그 선수권(1945년, 1949년, 1950년, 1952년, 1956년)을 우승하였다. 그는 1946년 플루미넨시와 함께 또다른 선수권을 우승하였다. 그는 1949년 30개의 골과 함께 리그의 최고 득점자였고, 1950년 25개의 골과 함께 또다시 최고 득점자가 되었다. 아데미르는 결국 1956년 축구로부터 은퇴하여 해설자, 코치와 비지니스맨이 되었다.

## 경력 통계

### 국제적
| 브라질 국가대표팀 | 브라질 국가대표팀 | 브라질 국가대표팀 |
| 연도              | 출장              | 골                |
| ----------------- | ----------------- | ----------------- |
| 1945              | 9                 | 7                 |
| 1946              | 6                 | 5                 |
| 1947              | 2                 | 7                 |
| 1948              | 0                 | 0                 |
| 1949              | 5                 | 7                 |
| 1950              | 9                 | 18                |
| 1951              | 0                 | 0                 |
| 1952              | 5                 | 2                 |
| 1953              | 3                 | 1                 |
| 총                | 39                | 47                |

### 1950년 FIFA 월드컵
| 경기 번호 | 라운드      | 날짜            | 상대국       | 득점      | 아데미르의 골 | 시간            | 아데미르의 시간 | 개최지                                | 보고                            |
| --------- | ----------- | --------------- | ------------ | --------- | ------------- | --------------- | --------------- | ------------------------------------- | ------------------------------- |
| 1         | 1조         | 1950년 6월 24일 | 멕시코       | 4–0 (1–0) | 2             | 30′ 79′         | 90분            | 리우데자네이루 에스타디우 두 마라카낭 | 보관됨 2013-10-17 - 웨이백 머신 |
| 2         | 1조         | 1950년 6월 28일 | 스위스       | 2–2 (2–1) | 0             |                 | 90 분           | 상파울루 에스타디우 두 파카엥부       | 보관됨 2008-09-17 - 웨이백 머신 |
| 3         | 1조         | 1950년 7월 1일  | 유고슬라비아 | 2–0 (1–0) | 1             | 3′              | 90 분           | 리우데자네이루 에스타디우 두 마라카낭 | 보관됨 2013-11-09 - 웨이백 머신 |
| 4         | 결승 라운드 | 1950년 7월 9일  | 스웨덴       | 7–1 (3–0) | 4             | 17′ 37′ 51′ 59′ | 90분            | 리우데자네이루 에스타디우 두 마라카낭 | 보관됨 2012-06-24 - 웨이백 머신 |
| 5         | 결승 라운드 | 1950년 7월 13일 | 스페인       | 6–1 (3–0) | 1             | 57′             | 90분            | 리우데자네이루 에스타디우 두 마라카낭 | 보관됨 2013-03-26 - 웨이백 머신 |
| 6         | 결승전      | 1950년 7월 16일 | 우루과이     | 1–2 (0–0) | 0             |                 | 90분            | 리우데자네이루 에스타디우 두 마라카낭 | 보관됨 2018-12-26 - 웨이백 머신 |

## 수상

#### 스포르트 헤시피
- 캄페오나투 페르남부카누 - 1941, 1942

#### CR 바스쿠 다 가마
- 캄페오나투 카리오카 : 1945, 1947, 1949, 1950, 1952, 1956
- 남아메리카 챔피언십 : 1948

#### 플루미넨시
- 캄페오나투 카리오카 : 1946

#### 리우 데 자네이루 주립 팀
- Campeonato Brasileiro de Seleções Estaduais: 1943, 1944

#### 브라질
- FIFA 월드컵 : 준우승 (1950)
- 코파 아메리카 : 우승 (1949), 준우승 (1945, 1946, 1953)
- 팬아메리칸 선수권 대회 : 1952

### 개인
- 코파 아메리카 MVP : 1949
- FIFA 월드컵 득점왕 : 1950
- IFFHS 20세기의 브라질 선수 (18위)
- IFFHS 20세기의 남아메리카 선수 (44위)
- 브라질 축구 박물관 명예의 전당

| 이전 레오니다스 | 제4대 FIFA 월드컵 최다 득점자 1950년 | 다음 코치시 샨도르 |